# Balnot-la-Grange
Balnot-la-Grange è un comune francese di 155 abitanti situato nel dipartimento dell'Aube nella regione del Grand Est.

## Società

### Evoluzione demografica
Abitanti censiti